# Charlestown (Maryland)
Charlestown es un pueblo ubicado en el condado de Cecil en el estado estadounidense de Maryland. En el año 2010 tenía una población de 1183 habitantes y una densidad poblacional de 369,69 personas por km².

## Geografía
Charlestown se encuentra ubicado en las coordenadas 39°34′36″N 75°58′40″O / 39.57667, -75.97778.

## Demografía
Según la Oficina del Censo en 2000 los ingresos medios por hogar en la localidad eran de $66.625 y los ingresos medios por familia eran $78.158. Los hombres tenían unos ingresos medios de $47.679 frente a los $42.931 para las mujeres. La renta per cápita para la localidad era de $28.374. Alrededor del 3,6% de la población estaba por debajo del umbral de pobreza.